# Grainville-la-Teinturière
Grainville-la-Teinturière és un municipi francès situat al departament del Sena Marítim i a la regió de Normandia. L'any 2007 tenia 1.045 habitants.

## Demografia

### Població
El 2007 la població de fet de Grainville-la-Teinturière era de 1.045 persones. Hi havia 338 famílies de les quals 72 eren unipersonals (24 homes vivint sols i 48 dones vivint soles), 107 parelles sense fills, 131 parelles amb fills i 28 famílies monoparentals amb fills.
La població ha evolucionat segons el següent gràfic:
Habitants censats

### Habitatges
El 2007 hi havia 386 habitatges, 345 eren l'habitatge principal de la família, 20 eren segones residències i 21 estaven desocupats. 378 eren cases i 6 eren apartaments. Dels 345 habitatges principals, 223 estaven ocupats pels seus propietaris, 116 estaven llogats i ocupats pels llogaters i 6 estaven cedits a títol gratuït; 1 tenia una cambra, 10 en tenien dues, 40 en tenien tres, 98 en tenien quatre i 196 en tenien cinc o més. 265 habitatges disposaven pel capbaix d'una plaça de pàrquing. A 167 habitatges hi havia un automòbil i a 151 n'hi havia dos o més.

### Piràmide de població
La piràmide de població per edats i sexe el 2009 era:
| Homes | Edats   | Dones |
| ----- | ------- | ----- |
| 0     | 95 o +  | 16    |
| 4     | 90 a 94 | 28    |
| 4     | 85 a 89 | 24    |
| 20    | 80 a 84 | 28    |
| 28    | 75 a 79 | 20    |
| 20    | 70 a 74 | 24    |
| 20    | 65 a 69 | 20    |
| 12    | 60 a 64 | 32    |
| 20    | 55 a 59 | 24    |
| 36    | 50 a 54 | 12    |
| 28    | 45 a 49 | 20    |
| 32    | 40 a 44 | 56    |
| 36    | 35 a 39 | 32    |
| 48    | 30 a 34 | 36    |
| 32    | 25 a 29 | 24    |
| 20    | 20 a 24 | 24    |
| 40    | 15 a 19 | 36    |
| 40    | 10 a 14 | 20    |
| 24    | 5 a 9   | 48    |
| 12    | 0 a 4   | 28    |

## Economia
El 2007 la població en edat de treballar era de 587 persones, 429 eren actives i 158 eren inactives. De les 429 persones actives 393 estaven ocupades (230 homes i 163 dones) i 36 estaven aturades (8 homes i 28 dones). De les 158 persones inactives 61 estaven jubilades, 46 estaven estudiant i 51 estaven classificades com a «altres inactius».

### Ingressos
El 2009 a Grainville-la-Teinturière hi havia 342 unitats fiscals que integraven 927,5 persones, la mediana anual d'ingressos fiscals per persona era de 16.400 €.

### Activitats econòmiques
Dels 39 establiments que hi havia el 2007, 1 era d'una empresa extractiva, 1 d'una empresa alimentària, 1 d'una empresa de fabricació d'altres productes industrials, 11 d'empreses de construcció, 14 d'empreses de comerç i reparació d'automòbils, 2 d'empreses de transport, 3 d'empreses d'hostatgeria i restauració, 2 d'empreses de serveis, 1 d'una entitat de l'administració pública i 3 d'empreses classificades com a «altres activitats de serveis».
Dels 13 establiments de servei als particulars que hi havia el 2009, 2 eren tallers de reparació d'automòbils i de material agrícola, 1 taller d'inspecció tècnica de vehicles, 3 paletes, 1 fusteria, 1 lampisteria, 3 electricistes, 1 perruqueria i 1 restaurant.
Dels 3 establiments comercials que hi havia el 2009, 1 era una botiga de més de 120 m², 1 una botiga de menys de 120 m² i 1 una fleca.
L'any 2000 a Grainville-la-Teinturière hi havia 21 explotacions agrícoles que ocupaven un total de 423 hectàrees.

## Equipaments sanitaris i escolars
El 2009 hi havia una escola elemental.

## Poblacions més properes
El següent diagrama mostra les poblacions més properes.